# Lucas Achtschellinck

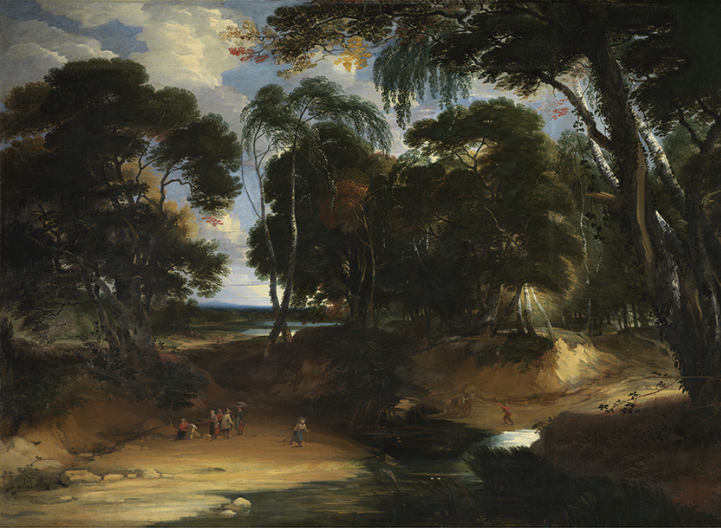
Paysage boisé avec gué, Groeningemuseum.

Lucas Achtschellinck (1626, Bruxelles - 12 mai 1699 Bruxelles) est un peintre baroque flamand spécialisé dans la peinture de paysages.  Il fait partie des peintres paysagistes actifs à Bruxelles, désignés sous le nom peintres de la Forêt de Soignes, qui partageaient tous un intérêt pour la représentation de scènes se déroulant dans la Forêt de Soignes, qui est située près de Bruxelles.

## Biographie
Il est né à Bruxelles en 1626, fut baptisé le 16 janvier de la même année. Il entre dans la guilde des peintres le 29 octobre 1639 comme élève de Pieter van der Borcht. En 1655, à la mort de Lodewijk de Vadder, il pose sa candidature pour devenir cartonnier privilégié de la ville de Bruxelles. Un voyage à l'étranger peut être envisagé, puisqu'il n'est admis maître qu'en 1657. En 1659, il reçoit 120 florins pour un tableau exécuté à Sainte Gudule.
En 1660, Corneille de Bie publie le Gulden Cabinet dans lequel il décrit le style de Lucas Achtschellinck.
En 1662, il reçoit 120 florins pour un tableau exécuté à Sainte Gudule. En 1671, il collabore avec le peintre malinois Lucas Franchois et est payé pour cela en 1673.  Le 13 mai 1674, il épouse Anna Parys à l'église du Finistère à Bruxelles.
En 1687, il est doyen représentant les peintres à la corporation et ce jusqu'en 1689.
En 1689, il est exonéré en tant que cartonnier En 1681, il est « reconnu » c'est-à-dire : exempté de certaines charges du métier à la condition qu'il ne se livre qu'à des travaux artistiques. 

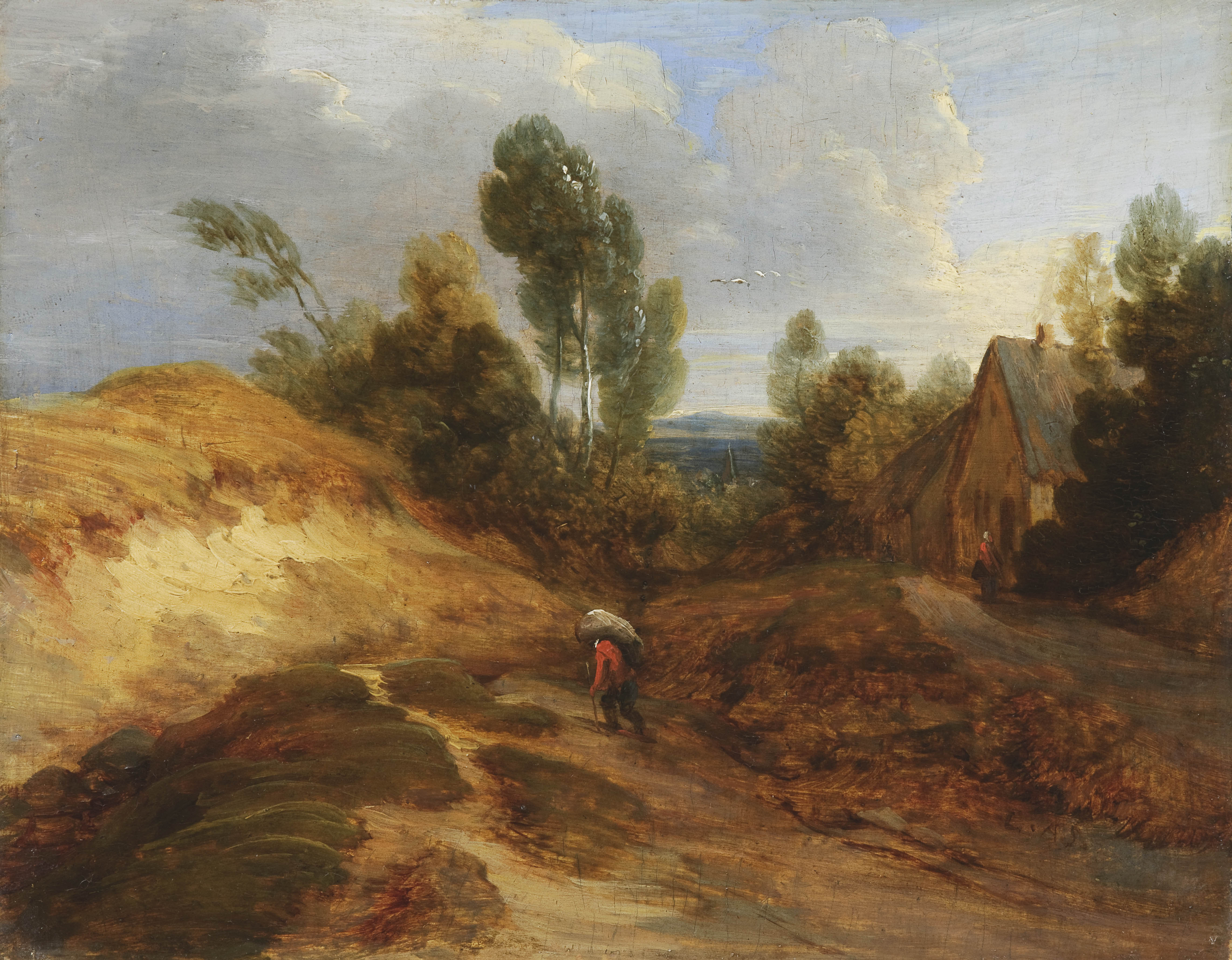
Dunes

## Œuvre
Aucune œuvre signée ou documentée d'Achtschellinck n'est connue, bien que certaines œuvres monogrammées soient connues, comme un paysage de la Fondation Custodia et quelques œuvres vendues aux enchères. Un paysage étendu avec des figures, monogrammé et daté, a été présenté à Sotheby's le 24 avril 2008, lot 37. Ces œuvres monogrammées sont généralement de petite taille. On ne sait toujours pas si Achterschellinck a peint des œuvres de plus grand format. 
Achtschellinck était un adepte du style de Rubens. Il a peint des paysages boisés destinés à être exposées dans des églises et des cloîtres.  Ces paysages étaient garnis de personnages et d'événements bibliques par d'autres peintres. Achtschellinck a aussi peint les paysages dans de nombreuses œuvres du peintre anversois Gaspard de Crayer (1582-1669).   Lucas Achtschellinck est souvent associé à son maître Lodewijk de Vadder (1605-1655), ainsi qu'à Jacques d'Arthois (1603-1686). En effet, on les appelle les peintres de la Forêt de Soignes.